# Война Мёрфи
«Война Мёрфи» (англ. Mirphy’s War) —  военный фильм 1971 года, снятый компанией Panavision. Экранизация романа Макса Кэтто.

## Сюжет
Последние месяцы Второй мировой войны. Мёрфи, ирландец по происхождению и лейтенант Эллис — единственные выжившие из команды торгового судна, которое потопила немецкая подводная лодка. Остальных выживших расстреляли из пулемётов немецкие подводники. Им удалось добраться до берега (события происходят недалеко от места впадения в океан реки Ориноко, Венесуэла), где оказалось поселение квакеров-миссионеров. Там Мёрфи оказывает медицинскую помощь местный врач-женщина (сыгранная женой О’Тула).
Когда Мёрфи обнаружил, что потопившая его судно подводная лодка скрывается неподалёку, вверх по течению реки, он начинает настойчиво разрабатывать план мести, учитывая, что с затонувшего судна удалось спасти повреждённый Grumman J2F Duck (американский поплавковый самолёт). Но пилота — лейтенанта Эллиса — убивают высадившиеся на резиновых лодках немцы.
Мёрфи чинит самолёт, выводит его на реку и методом проб и ошибок осваивает его управление. В этой сцене множество кадров с крутыми виражами самолёта, уворачивающегося от деревьев и построек.
Вскоре Мёрфи находит место, где скрывается подводная лодка и пытается закидать её самодельным «коктейлем Молотова». Попытка заканчивается неудачей, вдобавок немцы в отместку опять приплывают в селение и уничтожают самолёт. Разъярённый Мёрфи пытается протаранить подводную лодку плавучим краном, который принадлежит местному французу Луи. Таран также не удаётся, так как подводная лодка подныривает под кран. Но погружение рассчитано неточно и лодка застревает в илистом дне. Мёрфи использует кран для того, чтобы сбросить торпеду на оказавшуюся в ловушке лодку. Взрыв торпеды уничтожает врага. Но Мёрфи зажимает стрелой крана, и он тонет вместе с ним в реке.

## В ролях
- Питер О’Тул — Мёрфи
- Шан Филлипс — доктор Хейден
- Филипп Нуаре — Луи Брезон
- Хорст Янсон — Лаухс, командир немецкой подводной лодки
- Джон Халлам — лейтенант Эллис, лётчик с торгового судна
- Инго Могендорф — лейтенант Вот, старший помощник командира подлодки